# James Blish

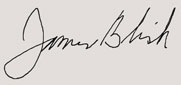
Signatuur van James Blish voor Het helse paasvuur (1970)

James Benjamin Blish (East Orange (New Jersey), 23 mei 1921 — Henley-on-Thames (Engeland), 29 juli 1975) was een Amerikaans schrijver van sciencefiction en fantasy. Hij schreef ook SF-kritieken onder het pseudoniem William Atheling jr.

## Levensloop

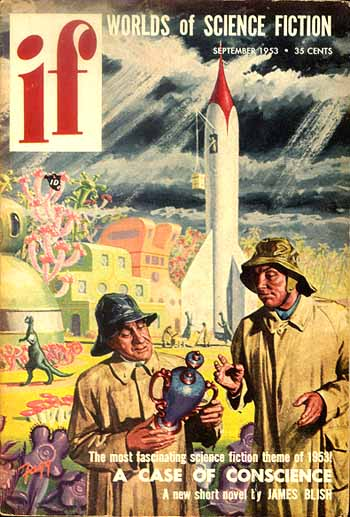
A Case of Conscience omslag

Blish volgde een biologie-opleiding aan de Columbia University in New York en was van 1942 tot 1944 medisch technicus in het Amerikaanse leger. Na de oorlog werd hij de wetenschapsredacteur bij het farmaceutisch bedrijf Pfizer. Zijn eerste verhaal verscheen in 1940 en zijn schrijverscarrière werd zo succesvol dat hij er zijn beroep van maakte.
Tot zijn meest succesvolle werken horen de Okies-verhalen in het tijdschrift Astounding Science Fiction, gezamenlijk bekend als Cities in Flight. Het raamwerk werd neergezet in de roman They Shall Have Stars. Hierin worden twee cruciale uitvindingen beschreven: het geneesmiddel ascomycine, waardoor mensen duizenden jaren konden leven en een anti-zwaartekracht toestel, de Spindizzy. Hiermee konden steden in hun geheel van de aarde getild worden en ruimtereizen aanvaarden. Dit waren pure space opera verhalen en lijken wel wat op de avonturen van de Enterprise in de originele Star Trek serie, waarvan Blish een aantal scripts tot roman heeft verwerkt.
De groep romans After Such Knowledge behandelt verschillende aspecten van de prijs die betaald wordt voor kennis. De eerste A Case of Conscience won de Hugo Award voor beste roman in 1959 én in 2004 de retroactief toegekende Hugo voor beste novelle. Hierin wordt een Jezuïtische priester geconfronteerd met een buitenaards intelligent ras waarvan hij constateert dat ze een verzinsel van de duivel moeten zijn. Het tweede boek Doctor Mirabilis is een historische roman over de middeleeuwse wetenschapper Roger Bacon. Blish vond dit zelf een van zijn beste werken. Het derde deel bestaat uit twee korte romans, Black Easter en The Day after Judgement, die werken onder de aanname dat demonen werkelijk opgeroepen kunnen worden. Een rijke wapenproducent haalt een magiër over tot deze daad, met alle gevolgen van dien.
Blish leefde in Pennsylvania in het huis Arrowhead, een belangrijke ontmoetingsplaats voor SF-auteurs. In 1968 emigreerde hij naar Engeland, waar hij in Oxford leefde tot aan zijn vroege dood door longkanker in 1975.

## Belangrijkste prijzen
Hugo Award
- A Case of Conscience (1959) - roman
- A Case of Conscience (2004) - Retro Hugo voor de eerdere novelle-versie
- Earthman, Come Home (2004) - Retro Hugo voor novelette